# Laurence Courtois
Laurence Courtois (Kortrijk, 1976. január 18. –) belga teniszezőnő. 1993-ban kezdte profi pályafutását, három egyéni és tizenhárom páros ITF-torna győztese. Legjobb egyéni világranglista-helyezése harminchetedik volt, ezt 1996 novemberében érte el.

## Eredményei Grand Slam-tornákon

### Egyéniben
| Torna           | 2000   | 1999   | 1998   | 1997   | 1996   | 1995   | 1994   |
| --------------- | ------ | ------ | ------ | ------ | ------ | ------ | ------ |
| Australian Open | 1. kör | 1. kör | -      | -      | 3. kör | 2. kör | 1. kör |
| Roland Garros   | 1. kör | 1. kör | -      | 1. kör | 2. kör | 2. kör | 1. kör |
| Wimbledon       | 1. kör | 1. kör | -      | 1. kör | 2. kör | 2. kör | 1. kör |
| US Open         | -      | 1. kör | 1. kör | -      | 2. kör | 1. kör | 1. kör |

## Év végi világranglista-helyezései
| Év       | 1991 | 1992 | 1993 | 1994 | 1995 | 1996 | 1997 | 1998 | 1999 | 2000 | 2001 |
| Helyezés | 727. | 305. | 124. | 103. | 63.  | 37.  | 188. | 124. | 79.  | 130. | 170. |